# Советкин, Фёдор Фролович
Фё́дор Фро́лович Сове́ткин (1 [13] июня 1886 или 13 июня 1886, Новое Шаткино, Саратовская губерния — 28 июня 1967, Москва) ― советский педагог-методист, доктор педагогических наук, профессор, Заслуженный деятель науки Мордовской АССР. Учёный в области преподавания русского языка в национальных школах.

## Биография
Родился 1 (13) июня 1886 года в селе Новое Шаткино Кузнецкого уезда Саратовской губернии (ныне — в Камешкирском районе Пензенской области).
Начал ходить в школу в своем родном селе, где молодая учительница ни слова не знала по-мордовски, а мордовские дети не понимали её. Этот опыт запомнился ему, и всю жизнь после этого он посвятил методике преподавания русского языка в нерусских школах.
В 1902 году начал работать учителем Атаманской станичной школы. В 1906 году окончил Казанский учительский институт, в том же году начал преподавать в 4-классном училище в городе Пенза, после этого работал в коммерческом училище и торговой частной школе в Москве.
В 1917 году стал одним из организаторов Мордовского культурно-просветительного общества в Казани. В 1919 году стал ректором Высшего института народного образования, который был создан на базе Чистопольской учительской семинарии.
С 1925 по 1944 год трудился научным сотрудником Народного комиссариата просвещения СССР. Также с 1925 по 1932 год был директором школ второй ступени, завучем летних курсов подготовки мордовских учителей в Москве.
В 1932 году возглавлял научные экспедиции в Казахстан, в 1934 году в Бурят-Монголию, в 1935 году в родную Мордовию.
С 1943 года работал в Академии педагогических наук РСФСР, где был заведующим сектором родного и русского языка НИИ методов обучения. В 1947 году был избран профессором. В 1949 году был назначен директором НИИ национальных школ Академии педагогических наук РСФСР. В 1961 году защитил докторскую диссертацию.
Умер 28 июня 1967 года в Москве.

## Вклад в науку
Внёс значительный вклад в организацию обучения среди финно-угорских народов России. Разработал концепцию учебников и пособий для учителей нерусских школ. Был организатором работы по преподаванию родного и русского языков в национальных школах, написал для этого ряд методических пособий.
В годы Великой Отечественной войны написал пособия по русскому языку для бойцов Красной Армии, которые не владели русским языком.
В Академии педагогических наук РСФСР исследовал проблемы теории и методики преподавания родного и русского языков в национальных школах России. В 1959 году написал монографию «Методика родного языка в мордовской (эрзя) школе», где предложил свою систему изучения родного языка, основанную на органической связи преподавания родного и русского языков.

## Сочинения
- Избранные труды, т. 1—3, Саранск, 1974—81
- Методика обучения русскому языку в начальной нерусской школе, М., I960 (ред. совм. с В. М. Чистяковым)
- Родной и русский язык в национальной школе, М., 1962 (ред. совм. с В. В. Решетовым)